# Celui que j'aime (chanson de France Gall)
Pour la chanson de Mireille Mathieu, voir Celui que j'aime (chanson). Pour le manga, voir Celui que j'aime.
Singles de France Gall
Il neige
(1966) La Petite
(1967)
Celui que j'aime est une chanson de France Gall. Elle est initialement parue en 1966 sur l'album FG (communément appelé Les Sucettes), et ensuite en 1967 est sortie en single.

## Développement et composition
La chanson a été écrite par Robert Gall et Patrice Gall. L'enregistrement a été produit par Denis Bourgeois.

## Listes des pistes
Single 7" 45 tours L'Écho / Celui que j'aime (1967, B 373.928 F, France)
Face 1. L'Écho (2:12)
Face 2. Celui que j'aime (2:30)

## Classements
Celui que j'aime,
| Classement (1967)                       | Meilleure position |
| --------------------------------------- | ------------------ |
| Belgique (Wallonie Ultratop 50 Singles) | Tip                |